# Muro de Aguas
Muro de Aguas est une commune de la communauté autonome de La Rioja, en Espagne.

## Démographie
| 1900 | 1910 | 1920 | 1930 | 1940 | 1950 | 1960 | 1970 | 1981 |
| ---- | ---- | ---- | ---- | ---- | ---- | ---- | ---- | ---- |
| 748  | 687  | 580  | 559  | 647  | 612  | 473  | 181  | 52   |

| 1991 | 2001 | 2011 | - | - | - | - | - | - |
| ---- | ---- | ---- | - | - | - | - | - | - |
| 70   | 65   | 65   | - | - | - | - | - | - |

## Administration

### Conseil municipal
La ville de Muro de Aguas comptait 62 habitants aux élections municipales du 26 mai 2019. Son conseil municipal (en espagnol : Pleno del Ayuntamiento) se compose donc de 3 élus.
| Parti | Parti                                    | Voix | %       | Élus  |
| ----- | ---------------------------------------- | ---- | ------- | ----- |
|       | Parti populaire (PP)                     | 32   | 66,67 % | 2 / 3 |
|       | Parti socialiste ouvrier espagnol (PSOE) | 9    | 18,75 % | 1 / 3 |
|       | Partido Riojano (PR+)                    | 7    | 14,58 % | 0 / 3 |

### Liste des maires
| Mandat    | Maire | Maire                    | Parti |
| --------- | ----- | ------------------------ | ----- |
| 1979-1983 |       | ?                        | UCD   |
| 1983-1987 |       | ?                        | AP    |
| 1987-1991 |       | ?                        | PR    |
| 1991-1995 |       | ?                        | PR    |
| 1995-1999 |       | ?                        | PR    |
| 1999-2003 |       | ?                        | PP    |
| 2003-2007 |       | ?                        | PP    |
| 2007-2011 |       | ?                        | PP    |
| 2011-2015 |       | Pedro Juan Sanz Martínez | PP    |
| 2015-2019 |       | Pedro Juan Sanz Martínez | PP    |
| 2019-2023 |       | Pedro Juan Sanz Martínez | PP    |